# Hechtel-Eksel
Hechtel-Eksel is een gemeente in Limburg in België. De gemeente telt ruim 13.000 inwoners en ontstond in 1977 uit de samenvoeging van de dorpen Hechtel en Eksel. De fusiegemeente behoort tot het kieskanton Peer en het gerechtelijk kanton Houthalen-Helchteren.
Door de afwezigheid van industrie is Hechtel-Eksel een typische woongemeente. Ook is Hechtel-Eksel samen met Neerpelt een van de duurste woongemeentes in Limburg.

## Geschiedenis
Hechtel-Eksel is ontstaan toen de kerkdorpen Hechtel en Eksel in 1976 zijn samengevoegd in het kader van de Fusie van Belgische gemeenten.
Hechtel-Eksel vertoont heel wat herinneringen aan het oorlogsverleden. Een Sherman-tank vormt een oorlogsmonument om de Slag om Hechtel (september 1944) te herdenken. Dit monument zorgde voor de nodige ophef in Hechtel-Eksel. Een tank die symbool staat voor de vrede is tegenstrijdig. Waarschijnlijk speelt het militaire verleden van de toenmalige burgemeester (Frans Boons) een rol. Verscholen in de bossen van het militair domein ligt ook nog het Monument van de Weerstand. Hier werden tijdens de Tweede Wereldoorlog verzetsmensen terechtgesteld en begraven. Zo ontstond een begraafplaats met 204 graven.
Deelgemeente Eksel is bekend omwille van zijn teuten en teutenhuizen. Een Teut was een rondreizende handelaar die gemiddeld 9 maanden per jaar van huis weg was om zijn goederen te verkopen. In de eerste helft van de 19de eeuw kende Eksel 35 teuten, vooral koper- en textielteuten en dierensnijders. De teutenhuizen waren overwegend langgevel-hoeven en deze typische burgerlijke woningen vormden een schril contrast met de Kempense hoevetjes van de andere dorpsbewoners. De bekendste teutenhuizen zijn die van de families Tielen, Feyen, Witters en Linmans.
De bevolking van Hechtel-Eksel heeft de laatste tien jaar een opmerkelijke demografische groei gekend, mede veroorzaakt door veel nieuwbouw en immigratie vanuit vooral Nederland.

## Geografie

### Deelgemeenten
|   | Naam    | Opp. (km²) | Inwoners (2022) | Inwoners per km² | NIS-code |
| - | ------- | ---------- | --------------- | ---------------- | -------- |
| 1 | Hechtel | 36,13      | 6.793           | 188              | 72038A   |
| 2 | Eksel   | 40,54      | 5.964           | 172              | 72038B   |

### Overige kernen
Hoksent, Locht, Winner

## Demografie

### Demografische ontwikkeling
Alle historische gegevens hebben betrekking op de huidige gemeente, inclusief deelgemeenten, zoals ontstaan na de fusie van 1 januari 1977.
- Bronnen:NIS, Opm:1831 tot en met 1981=volkstellingen; 1990 en later= inwonertal op 1 januari

| Inwoners van jaar tot jaar op 1 januari 1992 tot heden | Inwoners van jaar tot jaar op 1 januari 1992 tot heden | Inwoners van jaar tot jaar op 1 januari 1992 tot heden |
| jaar                                                   | Aantal                                                 | Evolutie: 1992=index 100                               |
| ------------------------------------------------------ | ------------------------------------------------------ | ------------------------------------------------------ |
| 1992                                                   | 10.135                                                 | 100,0                                                  |
| 1993                                                   | 10.356                                                 | 102,2                                                  |
| 1994                                                   | 10.518                                                 | 103,8                                                  |
| 1995                                                   | 10.633                                                 | 104,9                                                  |
| 1996                                                   | 10.828                                                 | 106,8                                                  |
| 1997                                                   | 10.998                                                 | 108,5                                                  |
| 1998                                                   | 11.104                                                 | 109,6                                                  |
| 1999                                                   | 11.159                                                 | 110,1                                                  |
| 2000                                                   | 11.149                                                 | 110,0                                                  |
| 2001                                                   | 11.232                                                 | 110,8                                                  |
| 2002                                                   | 11.213                                                 | 110,6                                                  |
| 2003                                                   | 11.230                                                 | 110,8                                                  |
| 2004                                                   | 11.345                                                 | 111,9                                                  |
| 2005                                                   | 11.455                                                 | 113,0                                                  |
| 2006                                                   | 11.473                                                 | 113,2                                                  |
| 2007                                                   | 11.517                                                 | 113,6                                                  |
| 2008                                                   | 11.604                                                 | 114,5                                                  |
| 2009                                                   | 11.753                                                 | 116,0                                                  |
| 2010                                                   | 11.838                                                 | 116,8                                                  |
| 2011                                                   | 11.847                                                 | 116,9                                                  |
| 2012                                                   | 11.940                                                 | 117,8                                                  |
| 2013                                                   | 12.009                                                 | 118,5                                                  |
| 2014                                                   | 12.166                                                 | 120,0                                                  |
| 2015                                                   | 12.266                                                 | 121,0                                                  |
| 2016                                                   | 12.294                                                 | 121,3                                                  |
| 2017                                                   | 12.276                                                 | 121,1                                                  |
| 2018                                                   | 12.290                                                 | 121,3                                                  |
| 2019                                                   | 12.419                                                 | 122,5                                                  |
| 2020                                                   | 12.510                                                 | 123,4                                                  |
| 2021                                                   | 12.543                                                 | 123,8                                                  |
| 2022                                                   | 12.760                                                 | 125,9                                                  |
| 2023                                                   | 12.914                                                 | 127,4                                                  |
| 2024                                                   | 12.965                                                 | 127,9                                                  |
| 2025                                                   | 13.105                                                 | 129,3                                                  |

## Politiek

### Structuur
De gemeente Hechtel-Eksel  ligt in het kieskanton Peer en het provinciedistrict Peer, het kiesarrondissement Hasselt-Tongeren-Maaseik (identiek aan de kieskring Limburg).
| Hechtel-Eksel    | Hechtel-Eksel    | Supranationaal         | Nationaal                         | Nationaal          | Gemeenschap       | Gewest            | Provincie         | Arrondissement           | Provinciedistrict | Kanton          | Gemeente        |
| ---------------- | ---------------- | ---------------------- | --------------------------------- | ------------------ | ----------------- | ----------------- | ----------------- | ------------------------ | ----------------- | --------------- | --------------- |
| Administratief   | Niveau           | Europese Unie          | België                            | België             | Vlaanderen        | Vlaanderen        | Limburg           | Maaseik                  | Maaseik           | Maaseik         | Hechtel-Eksel   |
| Administratief   | Bestuur          | Europese Commissie     | Belgische regering                | Belgische regering | Vlaamse regering  | Vlaamse regering  | Deputatie         | Deputatie                | Deputatie         | Deputatie       | Gemeentebestuur |
| Administratief   | Raad             | Europees Parlement     | Kamer van volksvertegenwoordigers | Vlaams Parlement   | Vlaams Parlement  | Vlaams Parlement  | Provincieraad     | Provincieraad            | Provincieraad     | Provincieraad   | Gemeenteraad    |
| Kiesomschrijving | Kiesomschrijving | Nederlands Kiescollege | Kieskring Limburg                 | Kieskring Limburg  | Kieskring Limburg | Kieskring Limburg | Kieskring Limburg | Hasselt-Tongeren-Maaseik | Peer              | Peer            | Hechtel-Eksel   |
| Verkiezing       | Verkiezing       | Europese               | Federale                          | Federale           | Vlaamse           | Vlaamse           | Provincieraads-   | Provincieraads-          | Provincieraads-   | Provincieraads- | Gemeenteraads-  |

### Geschiedenis

#### Lijst van burgemeesters
| Periode | Periode      | Burgemeester             |
| ------- | ------------ | ------------------------ |
|         | 1977 - 1982  | Jean Hens (CDH)          |
|         | 1983 - 1988  | Jef Bussels (CVP)        |
|         | 1989 - 2002  | Frans Boons (CVP / CD&V) |
|         | 2002 - 2012  | Raf Truyens (CD&V)       |
|         | 2013 - heden | Jan Dalemans (HE)        |

#### Legislatuur 2024 - 2030
Sinds 2024 wordt Hechtel-Eksel bestuurd door de partijen HE-Lijst Burgemeester (gelinkt aan Open Vld) en Ieder1 (een kartel van CD&V, Groen en Vooruit), die samen 22 van de 23 zetels in de gemeenteraad hadden behaald. Burgemeester is Jan Dalemans (HE-Lijst Burgemeester).

#### Resultaten gemeenteraadsverkiezingen sinds 1976
| Partij of kartel     | Partij of kartel                                            | 10-10-1976 | 10-10-1976 | 10-10-1982 | 10-10-1982 | 9-10-1988 | 9-10-1988 | 9-10-1994 | 9-10-1994 | 8-10-2000 | 8-10-2000 | 8-10-2006 | 8-10-2006 | 14-10-2012 | 14-10-2012 | 14-10-2018 | 14-10-2018 | 13-10-2024 | 13-10-2024 |
| Stemmen / Zetels     | Stemmen / Zetels                                            | %          | 19         | %          | 21         | %         | 21        | %         | 21        | %         | 21        | %         | 21        | %          | 21         | %          | 23         | %          | 23         |
| -------------------- | ----------------------------------------------------------- | ---------- | ---------- | ---------- | ---------- | --------- | --------- | --------- | --------- | --------- | --------- | --------- | --------- | ---------- | ---------- | ---------- | ---------- | ---------- | ---------- |
|                      | SP1 / sp.a & ANDERSA / sp.a2                                | 11,531     | 1          | 11,131     | 2          | 16,481    | 4         | 16,351    | 3         | 19,86A    | 4         | 23,70A    | 4         | 11,623     | 2          | 6,82       | 1          | -          |            |
|                      | Agalev1 / ANDERS2 / Groen3 / Ieder1A                        | -          |            | -          |            | 6,361     | 0         | 9,822     | 2         | 19,86A    | 4         | 23,70A    | 4         | 9,812      | 1          | 7,43       | 1          | 39,5A      | 10         |
|                      | CVP1 / CD&V2 / Ieder1A                                      | -          |            | 42,821     | 10         | 42,671    | 12        | 48,321    | 13        | 41,261    | 9         | 44,192    | 10        | 28,002     | 7          | 18,62      | 4          | 39,5A      | 10         |
|                      | HE1 / PVV2 / VLD3 / HE-VLD-Vivant4 / HE-Lijst Burgemeester5 | -          |            | 35,571     | 8          | 6,491     | 1         | 16,322    | 3         | 38,881    | 8         | 32,114    | 7         | 37,441     | 9          | 60,05      | 16         | 46,75      | 12         |
|                      | N-VA                                                        | -          |            | -          |            | -         |           | -         |           | -         |           | -         |           | 13,13      | 2          | 7,3        | 1          | -          |            |
|                      | Vlaams Belang                                               | -          |            | -          |            | -         |           | -         |           | -         |           | -         |           | -          |            | -          |            | 10,2       | 1          |
|                      | GB                                                          | -          |            | 10,48      | 1          | 14,52     | 3         | 6,33      | 0         | -         |           | -         |           | -          |            | -          |            | -          |            |
|                      | CDK                                                         | -          |            | -          |            | 8,89      | 1         | -         |           | -         |           | -         |           | -          |            | -          |            | -          |            |
|                      | CDH                                                         | 47,24      | 10         | -          |            | -         |           | -         |           | -         |           | -         |           | -          |            | -          |            | -          |            |
|                      | CDE                                                         | 41,23      | 8          | -          |            | -         |           | -         |           | -         |           | -         |           | -          |            | -          |            | -          |            |
|                      | Anderen (*)                                                 | -          |            | -          |            | 4,58      | 0         | 2,85      | 0         | -         |           | -         |           | -          |            | 3,6        | 0          | -          |            |
| Totaal stemmen       | Totaal stemmen                                              | 5682       | 5682       | 6358       | 6358       | 6862      | 6862      | 7242      | 7242      | 7652      | 7652      | 8043      | 8043      | 8348       | 8348       | 8557       | 8557       | 6312       | 6312       |
| Opkomst %            | Opkomst %                                                   |            |            |            |            | 97,37     | 97,37     | 96,47     | 96,47     | 95,25     | 95,25     | 95,99     | 95,99     | 94,02      | 94,02      | 94,1       | 94,1       | 67,6       | 67,6       |
| Blanco en ongeldig % | Blanco en ongeldig %                                        | 2,8        | 2,8        | 4,66       | 4,66       | 4,95      | 4,95      | 4,67      | 4,67      | 7,61      | 7,61      | 7,46      | 7,46      | 3,53       | 3,53       | 3,7        | 3,7        | 0,6        | 0,6        |

 De zetels van de gevormde coalitie staan vetjes afgedrukt. De grootste partij is in kleur.
(*) 1988: VU / 1994: JEF / 2024: DSA
(**) De zetelverdeling voor dit jaar ontbreekt of is onvolledig op de verkiezingsdatabase. Bronnen: 1976-2000: Verkiezingsdatabase Binnenlandse Zaken // 2006-2012: https://web.archive.org/web/20130214072902/http://www.hbvl.be/limburg/hechtel-eksel/verkiezingen2012

## Bezienswaardigheden
- De Sint-Lambertuskerk is een modern-gotische kerk uit 1938. Ze heeft een toren uit ongeveer 1500
- De laatgotische Sint-Trudokerk is opgetrokken in Maaslandse stijl te Eksel
- De kapel van Onze-Lieve-Vrouw en Sint-Filomena, uit het begin van de 19e eeuw, aan de Molenstraat
- De Hoksentkapel in het gehucht Hoksent is toegewijd aan Sint-Antonius
- De Stermolen
- Aeroclub Sanicole (waar het muziekfestival Pukkelpop in 1988 en 1990 zijn thuisbasis had, voor het in 1991 naar Kiewit verhuisde) en de inrichter van de vliegshows
- Het klokkenmuseum en de distilleerderij Leukenheide
- Het gemeentehuis te Hechtel, uit 1952, ontworpen door architect Wijckmans
- De Begijnenvijvers
- De Hoeve Vanwinkel uit de 16de eeuw
- De Paenhoeve uit 1734
- De IJzeren Paal[6]
- De dorpspomp op het gerestaureerde Marktplein. Deze dorpspomp werd al tweemaal vernield. Een eerste maal na de bevrijding in 1944 door een Amerikaanse tank. En een paar jaar geleden werd de pomp weer omvergereden door Hector Molina, een Amerikaan die gevestigd was op de militaire basis van Kleine-Brogel
- Fietsen door de Bomen, een cirkelvormige fietsbrug op de hoogte van de kruinen van de bomen

## Natuur
De bossen en natuurgebieden in Hechtel-Eksel behoren tot het bosgebied Bosland. Hechtel-Eksel telt vele naaldboscomplexen rond het bosdomein Pijnven.

## Mobiliteit
Er zijn diverse uitgestippelde fiets- en wandelroutes in de gemeente.

## Sport
- Gemeentelijke sporthal met grote en kleine sportzaal, turnhal en gevechtszaal
- Diverse voetbalterreinen, o.a. van de twee provinciale voetbalclubs Hechtel FC en KFC Eksel
- Deze sportinfrastructuur heeft ervoor gezorgd dat Hechtel-Eksel al enkele bekende sporters heeft voortgebracht, zoals Stijn Wuytens, Robert Gijbels, Stef Agten, Dimitri de Condé, Jochen Janssen, Jan Wuytens en Dries Wuytens
- De atletiekbaan, Duinenstadion genaamd, waar tijdens meetings vier wereldrecords werden gebroken